# Humane monozytäre Ehrlichiose
Die humane monozytäre Ehrlichiose (HME) – in Abgrenzung zur caninen Ehrlichiose auch ungenau als humane Ehrlichiose bezeichnet – ist eine durch Zecken übertragene Infektionskrankheit. Verursacht wird die HME durch das Bakterium Ehrlichia chaffeensis. Dieses dringt nach dem Stich einer infizierten Zecke in den Körper eines Menschen ein und infiziert bestimmte Abwehrzellen, Monozyten und Makrophagen. Bisher wurden in Deutschland keine Fälle der HME beschrieben, da ihr Hauptüberträger, die Lone-Star-Zecke, nur in Teilen Nordamerikas, Südamerikas und Asiens vorkommt. Innerhalb der sogenannten Ehrlichiosen, die durch Ehrlichien übertragene Erkrankungen, ist die HME in den USA am häufigsten anzutreffen. In Europa wurden bisher nur vereinzelt Fälle der HME beschrieben.

## Verbreitung

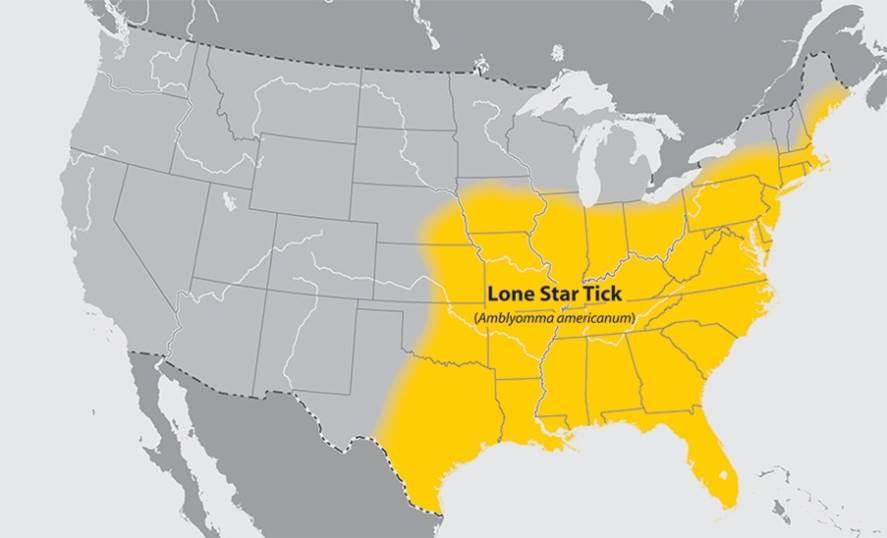
Der Südwesten und Westen der USA gelten als Hauptverbreitungsgebiete der Lone-Star-Zecke.

Als Hauptüberträger (Vektor) gilt die Lone-Star-Zecke (Amblyomma americanum), die im Südosten und Teilen des Westens Nordamerikas beheimatet ist. Die Zecke kann gleichzeitig auch weitere krankheitsauslösende Bakterien, wie die verwandten Anaplasmen, Borrelien und andere Rickettsien übertragen. Eine Übertragung von Mensch zu Mensch ist nicht möglich.
Als Erregerreservoir für E. chaffeensis wird der Weißwedelhirsch angesehen, der Hauptwirt der Lone-Star-Zecke. Obwohl Zecken in allen Entwicklungsstadien in der Lage sind, ihre Wirte zu stechen, gilt eine Übertragung nur bei adulten Zecken und Nymphen als wahrscheinlich. Die meisten Fälle der HME treten in den USA zwischen Mai und August auf.

## Krankheitsentstehung
Das Bakterium dringt während des Saugens nach etwa 24 – 48 Stunden mit dem Speichel der Zecke über die Wunde in den Körper ein. Die unbeweglichen Bakterien werden von Monozyten und Makrophagen aufgenommen, indem sie sich an bestimmte Moleküle auf der Oberfläche dieser Zellen binden. Folglich sind Organe des sog. mononuklearen Systems (Milz, Lymphe, Knochenmark und Leber) am stärksten befallen, so kommt es bei 2/3 der Betroffenen zur Granulombildung und Nekrosen an diesen Organen.
In den zytoplasmatischen, membrangebundenen Vakuolen der betroffenen Zelle bilden die Bakterien Einschlüsse bzw. Cluster, die als Morulae bezeichnet werden. Das Bakterium benötigt für seine Vermehrung Eisen. Sie verändern daher die Struktur der Vakuole, sodass sich vermehrt Transferrin-Rezeptoren ansammeln und die Eisenaufnahme der betroffenen Zellen erhöht wird.
Durch Exozytose oder Lyse der betroffenen Wirtszellen werden weitere Bakterien in den Wirtsorganismus freigesetzt.
Die Symptome der Erkrankung werden durch die Aktivierung des Immunsystems ausgelöst.

## Klinisches Erscheinungsbild und Komplikationen
Die Inkubationszeit beträgt zwischen 5 und 10 Tagen. Bei etwa 67–75 % der Betroffenen verläuft die Infektion symptomlos. Eine Co-Infektion (durch denselben Stich) mit anderen Erregern kann ebenfalls auftreten.
Die Infektion führt typischerweise zu unspezifischen grippeähnliche Symptomen mit plötzlich auftretenden Fieber, Kopf-, Muskel- und Gelenkschmerzen, Übelkeit, Schwindel und Erbrechen und Müdigkeit, wie es auch von anderen zeckenübertragenen Erkrankungen bekannt ist.
1/3 der Betroffenen entwickelte fleckige, großflächige Hautausschläge (makulopapulöses Exanthem) sowie Petechien. Beide Erscheinungen sind bei Kindern deutlich häufiger als Erwachsenen. In etwa einem 1/5 der Fälle traten Husten und Verwirrung auf.
HME kann eine Hämophagozytische Lymphohistiozytose mit Hepatosplenomegalie (Vergrößerung von Leber und Milz) auslösen.
Schwere Verläufe der HME können zu Nieren- und Leberschäden, Meningoenzephalitis, Sepsis, ARDS oder Multiorganversagen führen. Die Sterblichkeit liegt bei 2–3 % nach anderen Quellen 0,6 %.
Als Risikofaktoren für einen schweren Verlauf gelten sehr junges oder sehr hohes Alter, eine bestehende Immunsuppression (z. B. durch bestimmte Medikamente oder aufgrund einer bestehenden HIV-Infektion), sowie eine verspätete oder unterbliebene antibiotische Behandlung.

## Diagnostik
Aufgrund der wenig spezifischen Symptome und dem Fehlen von schnell verfügbaren Assays erweist sich der Nachweis kompliziert, auch da die Genauigkeit der verschiedenen Tests je nach vergangener Inkubationszeit variieren kann. Da sich im Einzelfall die Symptome rasch verschlechtern können, empfiehlt die amerikanische Gesundheitsbehörde CDC, dass die therapeutische antibakterielle Intervention wegen ausstehender Testergebnisse niemals verzögert werden solle. Mittel der Wahl stellt im Regelfall der Nachweis per PCR-Test dar.
- Blutbild: Eine Untersuchung des Blutbildes kann Veränderungen aufzeigen, die auf eine Infektion hindeuten (z. B. Monozytose, Leukopenie, Erhöhung der Transaminasen). Eine Anämie weist die Hälfte der Betroffenen auf.[6] Nach überstandener Infektion kann eine deutliche Vermehrung der Lymphozyten (Lymphozytose) auftreten.[6]

- Peripherer Blutausstrich: Im Ausstrich unter Romanowsky-Färbung können sich sogenannte Morulae, intrazytoplasmatische Einschlüsse, in den Mono- oder Neutrozyten zeigen. Die Sensivität des Tests ist jedoch gering und recht aufwendig, da der Ausstrich mikroskopisch begutachtet werden muss. Nur bei etwa 3 % der Patienten sind diese Morulae nachweisbar.[4] In den Monozyten von Liquor und Knochenmark können sie ebenfalls auftreten.[6]

- Molekulare Untersuchung: Mit einem Polymerase-Kettenreaktion (PCR)-Tests kann die DNA des Erregers im Blut nachgewiesen werden. Die Sensitivität des Tests nimmt nach der ersten Krankheitswoche jedoch ab.

- Serologische Tests: Antikörpertests können verwendet werden, um das Vorhandensein von IgG-Antikörpern gegen E. chaffeensis retrospektiv im Blut nachzuweisen. Der Test ist in der ersten Krankheitswoche noch wenig aussagefähig, da sich der Antikörperspiegel erst nach 2–4 Wochen erhöht. Er muss also zu Beginn und nach weiteren Wochen erneut abgenommen werden. Eine Kreuzreaktion durch andere verwandte Bakterien oder vorherige Infektionen ist möglich.

- Kultur: Eine Anzucht des Erregers ist sehr aufwendig und kann mehrere Wochen dauern.

## Epidemiologie
Während des Zeitraums von 2008 bis 2012 stieg die durchschnittliche jährliche Inzidenz der humanen Ehrlichiose in den USA auf 3,2 Fälle pro Million Menschen an. Auch in mehr Countys wurden Fälle gemeldet, wobei die Inzidenz mit dem Alter ansteigt. Wurden in den USA im Jahr 2000 etwa 200 Fälle bekannt, waren es 2019 bereits 2093 Fälle, wobei 2021 die Zahl bedingt durch die COVID-19-Pandemie auf 1337 Fälle sank.
Besonders betroffen sind Personen im Alter von 60 bis 69 Jahren, während die höchsten Sterblichkeitsraten bei Kindern unter 10 Jahren und Erwachsenen über 70 Jahren auftreten. Ebenso Personen mit geschwächtem Immunsystem, sei es aufgrund von immunsuppressiver Therapie, HIV-Infektion, Organtransplantation oder Splenektomie, haben ein höheres Risiko für schwere Symptome und Krankenhausaufenthalte.
Infolge des Klimawandels und der damit einhergehenden Veränderungen ist davon auszugehen, dass sich Zeckenarten und zeckenübertragene Erkrankungen stärker ausbreiten werden.

## Behandlung und Prognose
Die Behandlung der humanen Ehrlichiose erfolgt mit dem Antibiotikum Doxycyclin bzw. Tetracyclin, welche zudem auch auf andere Rickettsien-Erkrankungen gut ansprechen.
Bei Patienten mit Kontraindikation gegen Tetracycline oder Schwangeren kann auch Rifampicin angewendet werden.
Bis zur Heilung können mehrere Wochen vergehen.

## Prävention
Es werden die üblichen Maßnahmen zur Vermeidung von Zeckenstichen empfohlen (Schutzkleidung, ggf. Insektenschutzmittel, Vermeidung von Wandern durch hohes Gras oder Unterholz, Absuchen der Kleidung und Haut nach Ausgängen in Risikogebieten, sowie die schnellstmögliche Entfernung der Zecke).